# Live Licks
Live Licks je dvostruki live album grupe The Rolling Stones izdan krajem 2004. godine. Album je podijeljen na dva diska, na prvom se nalaze neki od najvećih hitovi grupe, dok su na drugom manje poznate pjesme za koje su članovi grupe smatrali da su vrijedne postavljanja na album. Na pjesmi "Honky Tonk Women" kao gost nastupa Sheryl Crow, dok Solomon Burke gostuje na pjesmi "Everybody Needs Somebody to Love", koja je u originalu njegova, a koju su Stonesi obradili na svom albumu The Rolling Stones No. 2.

## Popis pjesama

### Disk 1
1. "Brown Sugar" – 3:50
2. "Street Fighting Man" – 3:43
3. "Paint It, Black" – 3:45
4. "You Can't Always Get What You Want" – 6:46
5. "Start Me Up" – 4:02
6. "It's Only Rock 'n Roll (But I Like It)" – 4:54
7. "Angie" – 3:29
8. "Honky Tonk Women" – 3:24
9. "Happy" – 3:38
10. "Gimme Shelter" – 6:50
11. "(I Can't Get No) Satisfaction" – 4:55

### Disk 2
1. "Neighbours" – 3:41
2. "Monkey Man" – 3:41
3. "Rocks Off" – 3:42
4. "Can't You Hear Me Knocking" – 10:02
5. "That's How Strong My Love Is" – 4:45
6. "The Nearness of You" – 4:34
7. "Beast of Burden" – 4:09
8. "When the Whip Comes Down" – 4:28
9. "Rock Me Baby" – 3:50
10. "You Don't Have to Mean It" – 4:35
11. "Worried About You" – 6:01
12. "Everybody Needs Somebody to Love" – 6:35
13. "If You Can't Rock Me" - 2:48 *

- bonus pjesma na japanskom izdanju

## Top ljestvice

### Album
| Godina | Ljestvica         | Pozicija |
| ------ | ----------------- | -------- |
| 2004.  | UK Top 75 Albuma  | #38      |
| 2004.  | The Billboard 200 | #50      |

## Vanjske poveznice
- allmusic.com[neaktivna poveznica] - Live Licks